# バット君
『バット君』（バットくん）は、井上一雄による日本の野球漫画作品。『漫画少年』（学童社）で創刊号となる1948年（昭和23年）1月号（1947年12月20日発行）から連載され、井上の急逝により1949年3月号掲載分をもって未完で終了した。日本で最初の野球漫画といわれている。

## 概要
終了を惜しまれた『バット君』は、読者からの応募原稿により作品を継続することを企画。その入選作の修正や補筆を行う新たな作者に福井英一が選ばれることになる。この形式で1949年10月号から連載が再開され、1950年6月号まで続いた。その福井も井上の死から5年後に急逝している。
連載3話分を元にした単行本は、1973年（昭和48年）6月に開催された三越・優良漫画展で第一位を獲得している。

## あらすじ
バット君こと長井抜十（ながい ばつとう）は中学生。野球チームに補欠として入ったバット君は正選手を目指してゆく。それと共に、バット君の家族との日常生活、チームメイトとのやりとり、といった日々の出来事が淡々と描かれる。時には父親と後楽園球場にプロ野球の試合を観戦し、球場で行われていた「この日の川上哲治のホームラン数当て」を見事に当ててサイン入りバットが手に入り、川上の「赤バット」で活躍しレギュラーの座を獲得するといったドラマティックな展開もある。

## 評価
それまで、新聞の一コマ漫画、数コマや数ページの漫画などで野球が描かれることはあったが、野球を題材にした連載漫画は本作が日本初である。また主人公のバット君は中学生の少年であり、彼の日常生活を描いた生活ユーモア漫画であるとも言える。
本作の発表当時、漫画と言えば動物を擬人化した作品や武者修行、おとぎ話的な冒険譚であったり、本作に先立って発表された手塚治虫の『新宝島』のようなドラマティックな作品ばかりであった。本作の主人公はヒーローでも特殊な能力や背景を持っているわけでもない等身大の少年として描かれ、リアリティのある少年の日常ドラマを描いた漫画としても、日本初である。また、作中に実在のプロ野球選手である川上哲治を登場させることでリアルさを演出する手法も、後の漫画界に影響を与えたものと推測される。
夏目房之介は野球漫画に留まらず「戦後マンガのスポーツ物の嚆矢」と指摘している。
呉智英は、野球技術や試合の勝敗よりも少年たちの日常における友情、誠意をユーモラスに描いた作品として本作を「明朗野球マンガ」と呼んでいる。
井上自身は中学時代に肋膜炎を患い、長い闘病生活の後に左足が不自由となっていた。井上の妹は、本作を「井上自身が実現出来なかった野球へのあこがれと情熱をペンに託して無心に描いたもの」ではないかと、後に語っている。